# Vento di passione (singolo)
Vento di passione è un singolo di Pino Daniele, cantato insieme a Giorgia e pubblicato il 30 maggio 2007.

## Descrizione
Si tratta del secondo singolo tratto dall'album Il mio nome è Pino Daniele e vivo qui. Il brano è inoltre presente sull'album di Giorgia Spirito libero - Viaggi di voce 1992-2008.
La canzone è scritta, sia per il testo sia per la musica, dal cantautore partenopeo.

## Tracce
CD promozionale RCA SONY BMG 88697091542  - 2007
1. Vento di passione - 4:09

## Formazione
- Pino Daniele - voce, chitarre
- Giorgia - voce
- Alfredo Paixao - basso
- Jim Kerr - cori
- Mariano Barba - batteria
- Tony Esposito - percussioni
- Fabio Massimo Colasanti - computer

La canzone raggiunge la posizione 23 dei singoli più venduti in Italia nel 2007. 